# Uristes enalladurus
Uristes enalladurus är en kräftdjursart som beskrevs av Barnard 1963. Uristes enalladurus ingår i släktet Uristes och familjen Uristidae. Inga underarter finns listade i Catalogue of Life.